# Jerzy Krasuski
Jerzy Krasuski (ur. 28 grudnia 1930 w Poznaniu, zm. 14 sierpnia 2009 w Krakowie) – polski historyk, specjalizujący się w dziejach XIX i XX wieku, zwłaszcza historią Niemiec i stosunków polsko-niemieckich; uczeń prof. Kazimierza Piwarskiego.

## Życiorys

### Dzieciństwo i młodość
Ojcem Jerzego Krasuskiego był Józef Nowina-Krasuski (ur. 3 czerwca 1897) – porucznik piechoty Wojska Polskiego i urzędnik administracji wojskowej w Poznaniu. Rodzina w latach 1939–1945 została wysiedlona przez Niemców do Dąbrowy Tarnowskiej w Generalnym Gubernatorstwie. W styczniu 1945 ojciec został aresztowany przez NKWD, wywieziony do ZSRR, gdzie zmarł w grudniu 1945. Po powrocie z matką i siostrą do Poznania Jerzy Krasuski uczęszczał do Liceum Ogólnokształcącego św. Marii Magdaleny.

### Wykształcenie
- 1956 – magisterium jako ekstern na Uniwersytecie im. Adama Mickiewicza (promotor: prof. Kazimierz Piwarski)
- 1959 – doktorat na Uniwersytecie im. Adama Mickiewicza (promotor: prof. Janusz Pajewski)
- 1962 – habilitacja na Uniwersytecie im. Adama Mickiewicza
- 1973 – profesor nadzwyczajny
- 1984 – profesor zwyczajny

### Działalność naukowa i zawodowa
Krasuski studiował historię na Uniwersytecie Poznańskim (dziś: Uniwersytet im. Adama Mickiewicza). Do studium magisterskiego niedopuszczony z powodu antykomunistycznych wypowiedzi (krytyka nominacji Konstantego Rokossowskiego na marszałka Polski). W latach 1952–1956 nauczyciel matematyki w szkole podstawowej. W okresie 1956–2000 był pracownikiem naukowym w Instytucie Zachodnim w Poznaniu. Wykładał na Uniwersytetach w Buffalo (USA) i Bonn (Niemcy). W latach 2000–2005 był profesorem w Wyższej Szkole Nauk Humanistycznych i Dziennikarstwa w Poznaniu, a od 2005 profesorem w Wyższej Szkole Handlowej w Krakowie.
Od urodzenia związany z Poznaniem (w latach 1939–1945 wysiedlony do Generalnego Gubernatorstwa). Od 2005 do śmierci mieszkał w Krakowie.

### Działalność społeczna
Od 1 lutego 1956 do 11 grudnia 1981 członek PZPR (m.in. I sekretarz POP w Instytucie Zachodnim w latach 1962–1963).
W latach 1973–1993 członek Polsko-Niemieckiej (RFN) Komisji Podręcznikowej UNESCO.

## Odznaczenia
- Krzyż Kawalerski Orderu Odrodzenia Polski
- Złoty Krzyż Zasługi
- Medal Komisji Edukacji Narodowej
- Odznaka Honorowa Miasta Poznania
- Odznaka honorowa „Za zasługi dla województwa poznańskiego”

## Dorobek
- Spór o orientację imperializmu niemieckiego w dobie wilhemińskiej. Poglądy polityczne Hansa Delbrücka, Poznań, Wydawnictwo Instytutu Zachodniego 1961
- Stosunki polsko-niemieckie 1919–1925, Poznań, Wydawnictwo Instytutu Zachodniego 1962
- Kulturkampf. Katolicyzm i liberalizm w Niemczech XIX wieku, Poznań, Wydawnictwo Poznańskie 1963 (wyd. II, Wrocław, Ossolineum 2009)
- Stosunki polsko-niemieckie 1926–1932, Poznań, Wydawnictwo Instytutu Zachodniego 1964
- Z dziejów niemieckiej myśli politycznej XIX i XX wieku. Eseje filozoficzno-historyczne, Poznań, Wydawnictwo Poznańskie 1965
- Stosunki polsko-niemieckie 1871–1939, Warszawa, Państwowe Wydawnictwo Naukowe 1967
- Polityka czterech mocarstw wobec Niemiec 1945–1949, Poznań, Wydawnictwo Instytutu Zachodniego 1967
- Historia Rzeszy Niemieckiej 1871–1945, Poznań, Wydawnictwo Poznańskie 1969 (wyd. II, Poznań 1971; wyd. III, Poznań 1978; wyd. IV, Poznań 1986)
- Podział Niemiec. NRD i RFN w latach 1949–1955, Poznań, Wydawnictwo Instytutu Zachodniego 1969
- Niemiecka Republika Federalna w NATO i EWG 1955–1970, Poznań, Wydawnictwo Instytutu Zachodniego 1972
- Stosunki polsko-niemieckie 1919–1932, Poznań, Wydawnictwo Instytutu Zachodniego 1975
- W poszukiwaniu sensu dziejów, Poznań, Wydawnictwo Poznańskie 1976
- Obraz Zachodu w twórczości romantyków polskich, Poznań, Wydawnictwo Poznańskie 1980 (wyd. II, Dom Wydawniczy Harasimowicz, Poznań 2004; wyd. III, Wydawnictwo Adam Marszałek, Toruń 2007).
- Historia Republiki Federalnej Niemiec, Warszawa, Książka i Wiedza 1981 (wyd. II poszerzone, Warszawa 1987)
- Wspólnota Francuska w Afryce (Communauté), Poznań, Wydawnictwo Instytutu Zachodniego 1983
- Między wojnami. Polityka zagraniczna II Rzeczypospolitej, Warszawa, Państwowy Instytut Wydawniczy 1985
- Polska i Niemcy. Dzieje wzajemnych stosunków politycznych (do 1932 roku), Warszawa, Państwowy Instytut Wydawniczy 1989
- Europa Zachodnia po II wojnie światowej. Dzieje polityczne, Poznań, Wydawnictwo Poznańskie 1990
- Europa Zachodnia. Dzieje polityczne 1945–1993, Warszawa, Wydawnictwa Szkolne i Pedagogiczne 1995
- Tragiczna niepodległość. Polityka zagraniczna Polski w latach 1919–1945, Poznań, Wydawnictwo Poznańskie 2000
- Historia Niemiec, Wrocław, Ossolineum 1998 (wyd. II, 2004; wyd. III, 2008)
- Historia polityczna Europy Zachodniej 1945–2002, Poznań, Wydawnictwo Kurpisz 2003
- Polska-Niemcy. Stosunki polityczne od zarania po czasy najnowsze, Poznań, Wydawnictwo Kurpisz 2003
- Europa między Rosją i światem Islamu, Toruń, Wydawnictwo Adam Marszałek 2005
- Tragiczna niepodległość Polski 1918–1947, Toruń, Wydawnictwo Adam Marszałek 2007
- Wyznaczniki biegu historii, Wrocław, Ossolineum 2008
- Germańsko-romańska Europa Zachodnia po II wojnie światowej, Toruń, Wydawnictwo Adam Marszałek 2008
- Polska-Niemcy. Dzieje stosunków politycznych od zarania po czasy najnowsze, Wrocław, Ossolineum 2009
- Kulturkampf. Katolicyzm i liberalizm w Niemczech w XIX wieku, Wrocław, Ossolineum 2009

## Laudacja
Miejsce Jerzego Krasuskiego w historiografii polskiej jest już ustalone: jest to gwiazda pierwszej wielkości, przy czym nie wszyscy współcześni o tym wiedzą. Dlaczego? Nikt, co prawda, nie jest prorokiem we własnym kraju, ale pewnie też dlatego, że Krasuski jest samotnikiem, jest tym typem historyka, który koncentruje się na twórczości naukowej, nie jest otoczony rojem uczniów i to pewnie dlatego, że nie było mu to dane. Uniwersytet im. Adama Mickiewicza Go nie chciał, pewnie także dlatego, że środowisko naukowe nie lubi wchłaniać przybywających z zewnątrz ludzi bardzo wybitnych, którzy mogliby przyćmić światło niektórych gwiazd świecących pełnym blaskiem, niekiedy jednak przy sztucznym tylko oświetleniu. Umiejętności dydaktyczne Jerzego Krasuskiego, również w zakresie kształcenia narybku naukowego, nie znalazły więc ujścia z dużą szkodą dla historiografii polskiej, lecz bez wątpienia z pożytkiem dla twórczości Krasuskiego. [...] Obserwacja »niemieckiej« twórczości Krasuskiego prowadzi do wniosku, że do najnowszej historii Niemiec, obejmującej ubiegłe stulecia, doszły także minione stulecia (Historia Niemiec, 1998), że od początku swego pisarstwa podchodził On do tematu bez uprzedzeń, bez jakiejkolwiek fobii niemieckiej (jak sam określił: ohne Voreingenommenheit). W Polsce drugiej połowy ubiegłego stulecia takie właśnie podejście jest wyróżniającą się wielką zasługą. Jak rzadko który starszy wiekiem historyk krajowy, Krasuski wolny jest od grzechu oportunizmu, popełnianego – i dziś jeszcze, choć z odwrotnej strony – licznie w badaniach naukowych. Dlatego właśnie twórczość Jego – oby jak najdłużej kontynuowana – pozostanie na trwałe w historiografii polskiej, co zazwyczaj oznacza, że »Krasuski będzie cytowany«.
Marian Wojciechowski, Laudatio dla Jerzego Krasuskiego w siedemdziesiątą rocznicę urodzin, „Przegląd Zachodni” z 2001, nr 4 (301), s. 206–209.

## Księga pamiątkowa
- Dariusz Matelski, Polityka Niemiec wobec polskich dóbr kultury w XX wieku. Książka dedykowana prof. Jerzemu Krasuskiemu (ur. 1930) w siedemdziesięciopięciolecie urodzin (Toruń 2005, s. 600, il., mapy; wyd. II popr. Toruń 2007, s. 662, il., mapy).